# Pteroptyx testacea
Pteroptyx testacea is een keversoort uit de familie glimwormen (Lampyridae). De wetenschappelijke naam van de soort is voor het eerst geldig gepubliceerd in 1854 door Motschulsky als Luciola testacea